# Elías Hernández
Elías Hernán Hernández Jacuinde (Morelia, Michoacán, México, 29 de abril de 1988) es un futbolista profesional mexicano. Juega como mediocampista ofensivo y actualmente se encuentra en el Club deportivo Irapuato de la Liga de Expansión MX.

## Trayectoria

### Monarcas Morelia
Elías debutó en el fútbol profesional en la entonces Primera A en el Mérida Fútbol Club, filial por aquella época de los Monarcas Morelia, un 4 de agosto de 2007 recibiendo a los extintos Petroleros de Salamanca para después hacer su debut oficial en la Primera División con Monarcas el 27 de octubre del mismo 2007 ante los Tigres de la UANL.
Posee una gran velocidad, conducción y dribleo, siendo una de las piezas clave en el ataque de Monarcas Morelia junto a Hugo Droguett como extremos y Miguel Sabah como centro delantero. En la segunda mitad del 2011, es transferido a Pachuca. Sin embargo, solo pasa una temporada con los tuzos.

### Tigres de la UANL
Para el 2012 es transferido a los Tigres de la UANL. 

### Club León
Después de año y medio con el equipo regio, pasa en calidad de préstamo al Club León como refuerzo para el Torneo Apertura 2013, mismo donde el cuadro esmeralda termina campeón.
Después de ser bicampeón con el Club León, donde vivo sus mejores años como futbolista siendo pieza clave para el equipo, es vendido al Club Deportivo Cruz Azul.

### C. D. Cruz Azul
En su primer torneo con la máquina, logró ganar la Copa México tras ganar por un marcador de 2-0 al Monterrey en el Estadio BBVA.
En su último torneo donde participó muy poco, fue campeón con la Máquina Celeste de la Cruz Azul.

### Club León 2.ª etapa
Tras 3 años con Cruz Azul, el 2 de junio del 2021, se confirma el retorno de Elías Hernández al Club León.
La tarde del 13 de mayo de 2024, hizo oficial su salida del León FC. 

### Club Atlético La Paz
El 8 de junio del 2024 El Club Atlético La Paz le abre las puertas al Patrullero Hernández en el Estado de Baja California Sur.

## Selección nacional

### Selección absoluta
El 4 de agosto del 2010 es llamado a la Selección de fútbol de México por parte de Enrique Meza en el partido del día 11 de agosto de 2010 en un amistoso ante la Selección de fútbol de España en el Estadio Azteca. Entró de cambio al minuto 65' por Giovani dos Santos. Después contra Colombia, metió un gol en un tiro libre por parte de Enrique Esqueda consigue anotar en un rebote al minuto 88'.
Casi siete años después de su debut con la selección mexicana, Elías Hernández fue titular por primera vez en su carrera con el combinado mexicano, al arrancar en el 11 inicial de Juan Carlos Osorio en el amistoso ante Croacia.

### Participaciones en Copa de Oro de la CONCACAF
| Copa                            | Sede           | Resultado   |
| ------------------------------- | -------------- | ----------- |
| Copa de Oro de la Concacaf 2011 | Estados Unidos | Campeón     |
| Copa de Oro de la Concacaf 2015 | Estados Unidos | Campeón     |
| Copa de Oro de la Concacaf 2017 | Estados Unidos | Semifinales |

## Estadísticas

### Clubes
Actualizado al último partido disputado el 24 de febrero de 2024.
| Club                       | Div.          | Temporada     | Liga  | Liga  | Liga   | Copas nacionales | Copas nacionales | Copas nacionales | Copas internacionales | Copas internacionales | Copas internacionales | Total | Total | Total  |
| Club                       | Div.          | Temporada     | Part. | Goles | Asist. | Part.            | Goles            | Asist.           | Part.                 | Goles                 | Asist.                | Part. | Goles | Asist. |
| -------------------------- | ------------- | ------------- | ----- | ----- | ------ | ---------------- | ---------------- | ---------------- | --------------------- | --------------------- | --------------------- | ----- | ----- | ------ |
| Atlético Morelia · México  | 1.ª           | 2007-08       | 14    | 1     | 0      | —                | —                | —                | —                     | —                     | —                     | 14    | 1     | 0      |
| Atlético Morelia · México  | 1.ª           | 2008-09       | 33    | 3     | 8      | —                | —                | —                | —                     | —                     | —                     | 33    | 3     | 8      |
| Atlético Morelia · México  | 1.ª           | 2009-10       | 42    | 12    | 9      | —                | —                | —                | 6                     | 0                     | 3                     | 48    | 12    | 12     |
| Atlético Morelia · México  | 1.ª           | 2010-11       | 40    | 6     | 8      | —                | —                | —                | —                     | —                     | —                     | 40    | 6     | 8      |
| Atlético Morelia · México  | Total club    | Total club    | 129   | 22    | 25     | 0                | 0                | 0                | 6                     | 0                     | 3                     | 135   | 22    | 28     |
| C. F. Pachuca · México     | 1.ª           | 2011-12       | 18    | 4     | 2      | —                | —                | —                | —                     | —                     | —                     | 18    | 4     | 2      |
| C. F. Pachuca · México     | Total club    | Total club    | 18    | 4     | 2      | 0                | 0                | 0                | 0                     | 0                     | 0                     | 18    | 4     | 2      |
| Tigres de la UANL · México | 1.ª           | 2011-12       | 21    | 3     | 2      | —                | —                | —                | —                     | —                     | —                     | 21    | 3     | 2      |
| Tigres de la UANL · México | 1.ª           | 2012-13       | 23    | 2     | 0      | 0                | 0                | 0                | 4                     | 2                     | 2                     | 27    | 4     | 2      |
| Tigres de la UANL · México | Total club    | Total club    | 54    | 5     | 2      | 0                | 0                | 0                | 4                     | 2                     | 2                     | 58    | 7     | 4      |
| Club León · México         | 1.ª           | 2013-14       | 37    | 4     | 5      | 1                | 0                | 0                | 6                     | 0                     | 2                     | 44    | 4     | 7      |
| Club León · México         | 1.ª           | 2014-15       | 33    | 2     | 8      | 0                | 0                | 0                | 2                     | 1                     | 1                     | 35    | 3     | 9      |
| Club León · México         | 1.ª           | 2015-16       | 38    | 8     | 13     | 9                | 0                | 5                | —                     | —                     | —                     | 47    | 8     | 18     |
| Club León · México         | 1.ª           | 2016-17       | 33    | 7     | 8      | 7                | 1                | 0                | —                     | —                     | —                     | 40    | 8     | 8      |
| Club León · México         | 1.ª           | 2017-18       | 33    | 10    | 9      | 4                | 1                | 0                | —                     | —                     | —                     | 37    | 11    | 9      |
| C. D. Cruz Azul · México   | 1.ª           | 2018-19       | 29    | 9     | 7      | 6                | 2                | 1                | 3                     | 1                     | 0                     | 38    | 12    | 8      |
| C. D. Cruz Azul · México   | 1.ª           | 2019-20       | 22    | 5     | 7      | 1                | 1                | 0                | 1                     | 0                     | 0                     | 24    | 6     | 7      |
| C. D. Cruz Azul · México   | 1.ª           | 2020-21       | 33    | 9     | 0      | —                | —                | —                | 4                     | 1                     | 1                     | 37    | 3     | 1      |
| C. D. Cruz Azul · México   | Total club    | Total club    | 84    | 16    | 14     | 7                | 3                | 1                | 8                     | 2                     | 1                     | 99    | 21    | 16     |
| Club León · México         | 1.ª           | 2020-21       | 0     | 0     | 0      | —                | —                | —                | 3                     | 0                     | 2                     | 4     | 0     | 2      |
| Club León · México         | 1.ª           | 2021-22       | 32    | 5     | 0      | 1                | 0                | 0                | 4                     | 2                     | 0                     | 36    | 7     | 0      |
| Club León · México         | 1.ª           | 2022-23       | 21    | 0     | 0      | —                | —                | —                | 8                     | 2                     | 2                     | 29    | 2     | 2      |
| Club León · México         | 1.ª           | 2023-24       | 21    | 0     | 4      | ―                | ―                | ―                | 3                     | 1                     | 0                     | 24    | 1     | 4      |
| Club León · México         | Total club    | Total club    | 248   | 36    | 47     | 22               | 2                | 5                | 26                    | 6                     | 7                     | 296   | 43    | 59     |
| Total carrera              | Total carrera | Total carrera | 533   | 83    | 90     | 30               | 5                | 6                | 44                    | 10                    | 13                    | 609   | 98    | 109    |

## Palmarés

### Campeonatos nacionales
| Título              | Club      | País   | Año  |
| ------------------- | --------- | ------ | ---- |
| Primera División    | León      | México | 2013 |
| Primera División    | León      | México | 2014 |
| Copa México         | Cruz Azul | México | 2018 |
| Supercopa de México | Cruz Azul | México | 2019 |
| Primera División    | Cruz Azul | México | 2021 |

### Copas internacionales
| Título                           | Equipo              | Sede           | Año  |
| -------------------------------- | ------------------- | -------------- | ---- |
| Copa Oro                         | Selección de México | Estados Unidos | 2011 |
| Copa Concacaf                    | Selección de México | Estados Unidos | 2015 |
| Liga de Campeones de la Concacaf | Club León           | Estados Unidos | 2023 |

### Distinciones individuales
| Distinción                             | Año  |
| -------------------------------------- | ---- |
| Once Ideal de la Liga MX Apertura 2017 | 2017 |